# Chibly Langlois
Chibly kardinál Langlois (* 29. listopadu 1958, La Vallée-de-Jacmel) je haitský římskokatolický kněz, biskup cayeský a od roku 2014 také kardinál.

## Život
Pochází z chudé rodiny a je nejstarší ze čtyř dětí. Roku 1985 vstoupil do Velkého semináře Notre-Dame v Port-au-Prince, kde studoval filosofii a teologii. Na kněze byl vysvěcen dne 22. září 1991. Po vysvěcení působil jako vikář katedrály sv. Jakuba a Filipa (Jacmel). Později v letech 1994–1996 studoval na Papežské lateránské univerzitě, kde získal licentiát z pastorální teologie. Poté se stal administrátorem diecézní katechetické a pastorální formace a roku 1999 byl převeden do chrámu Neposkvrněného početí "Des Oranger" v Jacmel a stal se profesorem pastorální teologie ve Velkém semináři Notre-Dame (2000-2004).
Dne 8. dubna 2004 byl ustanoven biskupem diecéze Fort-Liberté. Na biskupa byl vysvěcen 6. června téhož roku, tuto funkci vykonával až do 15. srpna 2011 kdy byl jmenován biskupem diecéze Les Cayes. Dne 22. února 2014 jej papež František jmenoval kardinálem.